# رووزمیری (کارولینای شمالی)
رووزمیری (به انگلیسی: South Rosemary) شهری در ایالت کارولینای شمالی کشور ایالات متحده آمریکا است که جمعیت آن در سرشماری سال ۲۰۱۰ میلادی، ۲٬۸۳۶ نفر بوده‌است .